# Igor Janik
Igor Janik (né le 18 janvier 1983 à Gdynia) est un athlète polonais, spécialiste du lancer du javelot.

## Biographie
En 2011, lors de l'Universiade organisée à Shenzhen, Igor Janik remporte le bronze avec un lancer à 79,65 m, derrière le Turc Fatih Avan et l'Ukrainien Roman Avramenko.

## Palmarès
| Date | Compétition                          | Lieu      | Résultat | Marque  |
| ---- | ------------------------------------ | --------- | -------- | ------- |
| 2002 | Championnats du monde juniors        | Kingston  | 1er      | 74,16 m |
| 2003 | Championnats d'Europe espoirs        | Bydgoszcz | 2e       | 82,54 m |
| 2003 | Universiade                          | Daegu     | 1er      | 76,83 m |
| 2005 | Championnats d'Europe espoirs        | Erfurt    | 1er      | 77,25 m |
| 2006 | Coupe d'Europe hivernale des lancers | Tel Aviv  | 1er      | 81,16 m |
| 2007 | Universiade                          | Bangkok   | 2e       | 82,28 m |
| 2007 | Championnats du monde                | Osaka     | 7e       | 83,38 m |
| 2011 | Universiade                          | Shenzhen  | 3e       | 79,65 m |

### Record
Son record personnel est de 84,76 m, réalisé en 2008 à Ustka.